# Валахия
Вала́хия (валаш. Цѣра Рꙋмѫнѣскъ — Цара румыняскэ; ст.‑слав. Валахꙗ, з.-рус. Румынская Земля/Страна; рум. Țara Românească) — историческая область, расположенная на юге современной Румынии, между Южными Карпатами и Дунаем. Делится рекой Олт на Мунтению (Большую Валахию) и Олтению (Малую Валахию).

Валахия на карте современной Румынии

С XIV века существовало феодальное княжество Валахия, которое с XVI века находилось под турецким господством. По Адрианопольскому мирному договору 1829 года княжество получило автономию (до 1856 года под протекторатом России). В 1859 году объединилось в единое государство с Молдавским княжеством (Соединённые княжества Молдавии и Валахии).
В современной Румынии к Валахии относятся жудецы Мехединци, Горж, Долж, Вылча, Олт, Арджеш, Телеорман, Дымбовица, Джурджу, Илфов, Прахова, Яломица, Кэлэраши, Брэила и Бузэу.

## История

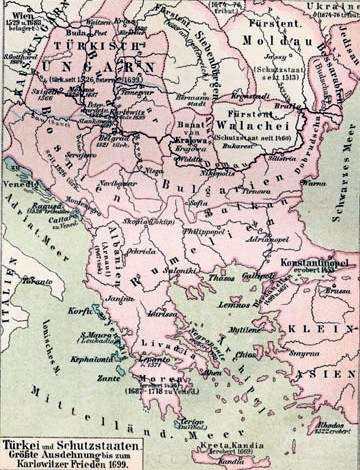
Балканы в 1699

В древности Валахия входила в состав римской провинции Дакии, и уже в римский период население её (и соседних дакийских областей) начало складываться в особую этническую группу. Полусамостоятельные валашские княжества известны в 9 веке. В 13 или 14 веке они сливаются в одно господарство, находящееся в зависимости от Венгрии.
В 1476 году валашские князья окончательно стали вассалами Османской империи.
В 1718—1737 годах Олтения (Малая Валахия) принадлежала Австрийской империи.
В 1760-х — 1770-х годах, молдаване и валахи боролись во главе с валахскими боярами с турками.
По Адрианопольскому мирному договору 1829 года, княжество получило автономию под протекторатом Российской империи и сохраняло её до заключения Парижского мирного договора 1856 года.

## Объединение с другими княжествами
В 1859 году Валахия и Молдавское княжество объединились в одно государство.